# 李伯尚
李伯尚（473年—501年），陇西郡狄道县（今甘肃省定西市临洮县）人，北魏镇远将军、颍川郡太守、襄武惠侯李辅长子，北魏官员。

## 生平
李伯尚年少就有很大的名气，二十岁左右后被任命为秘书郎，魏孝文帝元宏常常说：“这人是李氏的千里马。”李伯尚不久转任通直散骑侍郎，魏孝文帝任命他撰写太和年间的起居注，不久又转任秘书丞，魏宣武帝初年，兼任给事黄门侍郎。景明二年五月壬戌（501年6月30日），李伯尚与妹夫咸阳王元禧等人谋反，被人告发，李伯尚投奔过去有交情的同乡安东府主簿辛纂，事情发觉后，辛纂被免官，李伯尚被诛杀，虚岁二十九。

## 家族

### 父亲
- 李辅，北魏镇远将军、颍川郡太守、襄武惠侯

### 兄弟姐妹
- 李庆容，嫁北魏华州刺史、征虏将军、安定王长史辛祥
- 李仲尚，北魏京兆王府参军
- 李季凯，北魏秘书监、中军将军、博平县侯
- 李延庆，北魏镇东将军、金紫光禄大夫
- 李延度，东魏卫将军、安德郡太守
- 李氏，嫁北魏太保、太尉、咸阳王元禧
- 李氏，嫁北魏东阳王元丕第三子元超